# Jova Beach Party
| Recensione           | Giudizio |
| -------------------- | -------- |
| Newsic               |          |
| Rockol               |          |
| Rolling Stone Italia |          |

Jova Beach Party è il primo EP del cantautore italiano Jovanotti, pubblicato il 7 giugno 2019 dalla Polydor Records.

## Tracce
1. Prima che diventi giorno – 4:59
2. Nuova era (con Dardust) – 3:47
3. Vado (con Charlie Charles) – 2:42
4. Fiesta (con Cacao Mental) – 3:12
5. Tutto un fuoco (con Ackeejuice Rockers) – 3:11
6. Il sole sorge di sera (con DJ Raif) – 6:45
7. XCHETUC6 (con Paolo Baldini DubFiles) – 3:23
8. PCDG Reprise – 3:51 – assente nell'edizione 12"

Tracce bonus nell'edizione limitata
1. Nuova era (Merk & Kremont Remix) – 3:30
2. Nuova era (Albert Marzinotto Remix) – 4:15

## Formazione
- Jovanotti – voce, chitarra, programmazione, batteria
- Riccardo Onori – chitarra (tracce 1, 2, 5, 7 e 8)
- Christian "Noochie" Rigano – tastiera (tracce 1, 2 e 8)
- Jason Lader – basso e chitarra (tracce 1 e 8)
- Chris Dave – batteria (tracce 1, 2 e 8)
- Adam MacDougall – tastiera (tracce 1 e 8)
- Rick Rubin – produzione (tracce 1 e 8)
- Dardust – produzione (traccia 2)
- Gianluca Petrella – trombone (traccia 2)
- Charlie Charles – produzione (traccia 3)
- Gianni Morandi - ospite e cori (traccia 4)
- Cacao Mental – produzione e cori (traccia 4)
- Davide Toffolo – produzione (traccia 4)
- Ackeejuice Rockers – produzione (traccia 5)
- DJ Ralf – produzione (traccia 6)
- Paolo Baldini – produzione, basso e programmazione (traccia 7)

## Classifiche

### Classifiche settimanali
| Classifica (2019) | Posizione massima |
| ----------------- | ----------------- |
| Italia            | 1                 |

### Classifiche di fine anno
| Classifica (2019) | Posizione |
| ----------------- | --------- |
| Italia            | 35        |